# Sererreligion
Sererreligion är den traditionella religionen för sererfolket i Senegal i Västafrika.
Religionen tillhör polyteismen. Den högsta gudomen kallas Roog (med lokala variationer av namnet), som är en tvåkönad gudom. Under Roog befinner sig mindre gudar, gudinnor och andar.